# Église Saint-Pierre d'Arraincourt
Pour les articles homonymes, voir Église Saint-Pierre.
L'église Saint-Pierre est une église catholique située à Arraincourt, en France.

## Localisation
L'église est située dans le département français de la Moselle, sur la commune d'Arraincourt.

## Historique
L'édifice est inscrit au titre des monuments historiques en 1991.